# H&K MARK 23
H&K MARK 23は、ヘッケラー&コッホ社（H&K）が開発した自動式拳銃である。MARK 23は民生市場向けの製品名で、軍用市場向けにはMk.23などの製品名で販売されており、アメリカ合衆国ではMk.23 Mod.0の制式名称で採用している。単にソーコム（SOCOM）やソーコムピストル（SOCOM PISTOL）などの通称でも知られる。

## 歴史
アメリカ軍はM1911ピストルを長らく制式拳銃として採用していたが、国防総省による新規調達は1950年代以降行われておらず、1970年代頃からは部品の摩耗や設計の古さに起因する問題が増えつつあったほか、NATO標準拳銃弾に9x19mmパラベラム弾が選ばれた後には使用弾薬も欠点となった。1985年1月14日、M1911の後継装備として9x19mmを使用するベレッタM9ピストルが採用された。M9は全軍で標準的な拳銃として使用されたが、様々な事情からM9以外の拳銃を配備している部隊も少なくなかった。特殊部隊員の中では、M9は優れた拳銃ではあるものの、彼らの従事する特殊作戦には必ずしも適さないと評価されていた。1985年には、海兵隊特殊作戦コマンド（MARSOC）が、M1911A1の改良型をM45A1として改めて採用している。
1987年、各軍の特殊部隊を統合指揮する統合軍として特殊作戦軍（SOCOM）が設置された。この際、SOCOMに所属する各特殊部隊の装備について調査したところ、形式や構成の違いも含めると、120種類もの小火器が配備されていることが明らかになった。多数の火器の並行運用は部品調達の複雑化や整備/保守上の支障になるとされ、SOCOMでの火器の標準化が進められることになった。こうした中で最初に開発が始まったのが、攻撃型拳銃火器システム（Offensive Handgun Weapon System, OHWS）であった。
計画はクレーン海軍地上戦センターを中心に進められた。1990年2月、「特殊作戦部隊（SOF）に、近接戦闘や対象地域潜入中の歩哨の排除に用いる、各種.45ACP弾を射撃できる攻撃型拳銃を配備する。SOFに配備されるこの拳銃は、延長された耐用年数、優れた信頼性、各種環境への対応、1発あたりの無力化能力の高さを実現する」という旨がOHWSの要件として示された。このシステムは、拳銃、消音器、LAM（レーザー照準モジュール）の3つの要素から構成される。攻撃型拳銃（Offensive Handgun）という呼称は、M9のような従来の拳銃を「防御的なサイドアーム」と見なした上で、例えばライフル/カービンが何らかの理由で使えない時に「バックアップではくプライマリーウェポンとして使いうる拳銃」という意味合いで付けられた。従来の拳銃のようにサイドアームとして使うこともできるが、同時に近接戦闘（CQB）や歩哨の排除といった場面ではプライマリーウェポンとして使いうるものとされた。
OHWSには、高いストッピングパワーが求められた。そのため、使用弾は9mmよりも大口径であることが必須とされ、最終的に強装の.45ACP弾（185グレイン弾頭、+P弾）が選ばれた。当初はM1911を原型に開発を行うことが検討されたが、強力/高圧な弾薬の採用は、従来の.45口径拳銃を大幅に上回る耐久性が求められることを意味した。M1911は新弾薬に耐えられなかった上、設計上消音器の取り付けにも適していなかった。これらの問題に対処した改良を加えるコストを考えると、M1911に基づかない新しい拳銃を設計するほうが望ましいと判断された。なお、当初は新弾薬もシステムに含まれていたが、製造する弾薬メーカーが見つけられなかったので除外されている。
1991年8月、コルトとヘッケラー&コッホの2社がOHWSの開発契約を結んだ。開発は3つのフェーズに分けて行われた。フェーズ1では両社がシステム（拳銃、消音器、LAM）の試作品30個を提出した。コルトは時間的制約のために新設計が行えず、提出された設計案（コルトOHWS）はM1911を原型としたものだった。一方、H&Kでは同時期にアメリカの民生市場への参入も見込んだ新型拳銃（後のUSP）の開発が進められていた。OHWSとして提出した設計案は、この未発表の新型拳銃を原型としていた。この時点でコルト案は却下され、H&Kのみがフェーズ2に進んだ。フェーズ2では耐久性、信頼性、射撃精度のテストが行われ、拳銃と消音器のみが追加で30個納入されている。フェーズ2の結果を受けて量産が決定し、1995年6月28日にはフェーズ3としてOHWS、すなわち現在Mk.23として知られる製品の生産契約が1,950丁（1丁1,186ドル）で結ばれた。1996年5月1日、最初のMk.23がSOCOMに納入された。
SOCOMでは採用にあたり、従来の制式拳銃で行われたものを大幅に上回る過酷なテストを行ったが、いずれの環境下でも整備を行わぬまま、最大で15,122発、最低でも6,027発の無故障射撃に成功したとされる。以下のような試験が行われた。
- +P弾（強装弾）30,000発耐久射撃テスト
- 約20m水深の海底での2時間水圧テスト
- -54°から73°までの動作確認テスト
- 96時間の塩水噴霧テスト
- 砂塵および汚泥テスト
- 96時間の模擬波浪テスト
- 最も厳しい落下テスト
- 射撃精度テスト

Mk.23は高い射撃精度と信頼性、耐久性などを兼ね備えた優れた拳銃であったものの、海軍の特殊部隊以外での配備はほとんど進まなかった。採用の時点で、多くの隊員は大量の弾薬を携行し、速射（ダブルタップ）で威力を補うという訓練を9mm拳銃で受けており、彼らは9mm弾の威力不足、あるいは.45ACP弾の威力の高さを実感する戦闘の経験がなかった。また、軍内部の政治的な対立は陸空軍でのMk.23の採用に向けた試験を阻害した。こうした要因のため、Mk.23および強装.45ACP弾の生産は縮小されていった。9mm弾に対する.45ACP弾の威力の高さが再び評価されたのは、アフガニスタンおよびイラクでのおよそ10年間続いた戦争の最中のことで、特殊部隊ではMk.23の再配備に加え、USP 45、グロック21、M1911などの.45口径拳銃の新規調達を進めていくことになる。
2005年にはM9の後継拳銃のトライアルが行われ、Mk.23の欠点を改良したH&K HK45が参加していたが、2006年に白紙化されている。

## 特徴

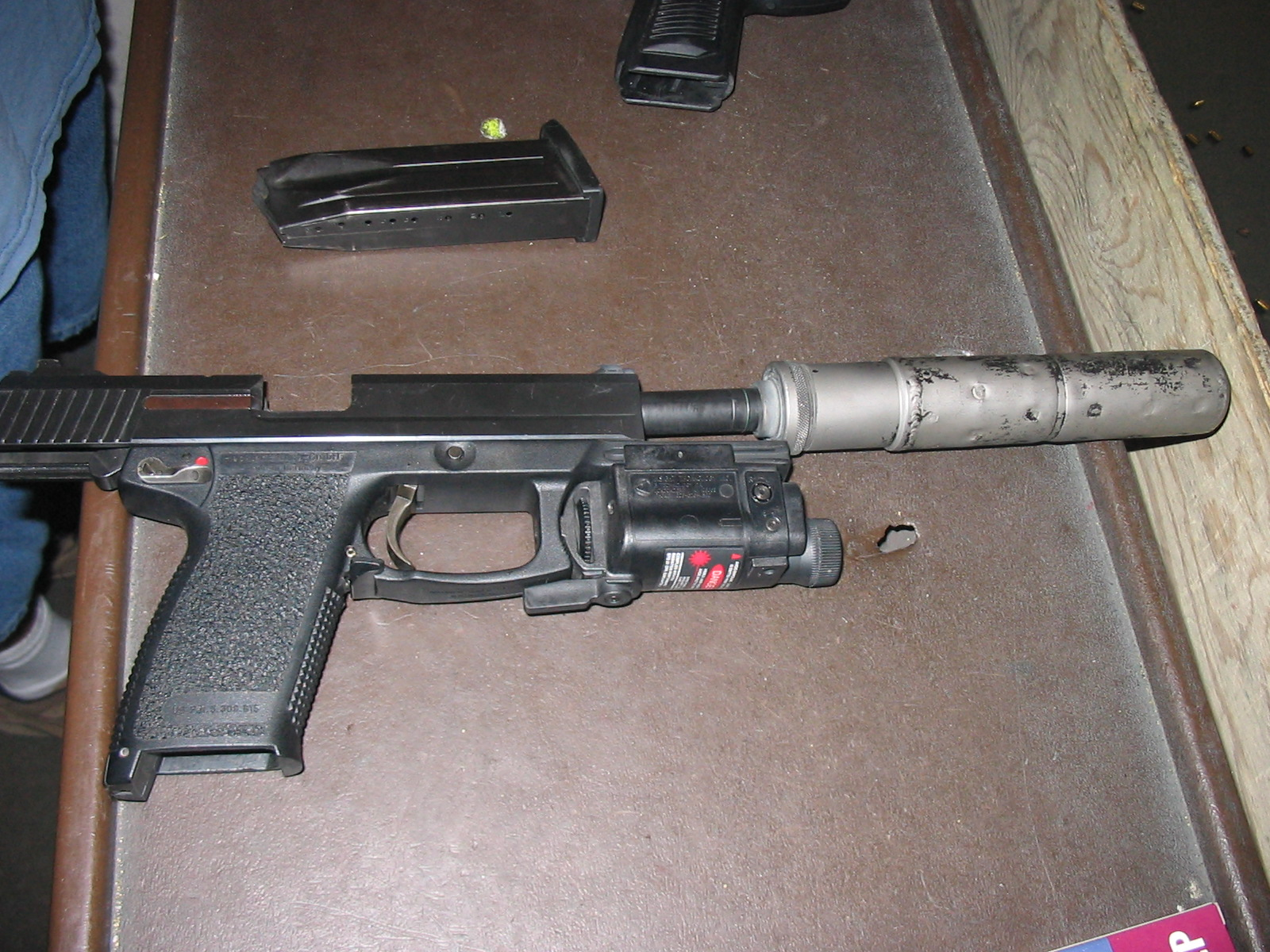
ホールドオープンしたMk.23

Mk.23の特徴の1つはその大きさである。Mk.23の全長は245mm、重量は1,210g（マガジンを装備した場合は1,576g）で、H&K USPと比較しても大幅に上回っている。
重さと大きさは兵士からは不評を買ったものの、強装弾の反動を軽減し、射撃精度を高めることに繋がっていた。
射撃精度は非常に高く、上記の射撃テストを通してもグルーピングが約25mの射程で半径約3cmの円内に収まる等、アメリカ政府が戦闘拳銃に求める最も厳格な基準を満たした性能とされている。また、二重のリコイルスプリングによる特殊な反動軽減装置を搭載しており、射手および銃本体に掛かる反動は40%軽減される。
サプレッサー（消音器）は、開発フェーズ1の時点ではH&K製の製品が使われていたが、フェーズ2以降はナイツアーマメント（KAC）製の製品に改められた。耐用射撃回数は15,000発程度とされており、拳銃の信頼性や射撃精度に悪影響は及ぼさないとされた。消音効果は、内部に5ccの水を入れた場合に36db程度、乾燥した場合で26db程度である。発砲炎は90%抑制される。
銃口下部にはLAM（レーザー照準モジュール）を取り付けるためのレールが設けられている。AN/PEQ-6は可視レーザー、赤外線レーザー、フラッシュライトの機能を兼ね備え、それぞれを単独または組み合わせて点灯させることができる。
民生市場向けのMARK 23は、Mk.23とほぼ同仕様だが、チャンバーはSAAMI規格準拠のものに改められている。海水による腐食に耐えるために考案された海洋仕上げ（maritime finish）も同様に施されており、一見して単なるラッカー塗装のようにも見えることから、この処理が単に美的な観点から行われたものではないと知らせるカードが付属していた。後にはUSPシリーズと同様の表面仕上げに改められた。また、民生用モデルにはサプレッサーやLAMは付属しない。元々が特殊部隊の要望に基づき開発されたニッチな製品で、競合製品と比べて高価だったこともあり、民生あるいは法執行機関向け拳銃としてのセールスは振るわなかった。ただし、著名な特殊部隊であるSOCOMとの関連に加え、ビデオゲーム『メタルギアソリッド』の作中で使用されたことなどから、市場での人気自体は高い。